# 智頭インターチェンジ
智頭インターチェンジ（ちづインターチェンジ）は鳥取県八頭郡智頭町市瀬にある鳥取自動車道のインターチェンジである。

## 歴史
- 2008年（平成20年）3月30日：智頭南IC（旧・尾見IC）- 智頭IC間開通に伴い、供用開始[1][2]。
- 2009年（平成21年）3月14日：智頭IC - 河原IC間開通[3]。

## 周辺
- 千代川
- ローソン智頭町店（IC出入口に隣接）

## 接続する道路
- 直接接続
  - 国道53号
  - 国道373号

- 間接接続
  - 岡山県道・鳥取県道6号津山智頭八東線
  - 鳥取県道40号智頭用瀬線
  - 鳥取県道272号智頭停車場線

## 料金所
国土交通省が管轄する無料区間のため、料金所は設置されていない。

## 隣
E29 鳥取自動車道
(3-2) 駒帰交差点 - 福原PA/BS（PAは上り線のみ） - (4) 智頭南IC（佐用方面出入口） - (5) 智頭IC - (6) 用瀬IC/PA/BS